# Матрица (фильм)
«Матрица» (англ. The Matrix) — научно-фантастический боевик, поставленный братьями Вачовски по собственному сценарию и спродюсированный Джоэлом Сильвером. Главные роли исполнили Киану Ривз, Лоренс Фишберн, Керри-Энн Мосс и Хьюго Уивинг. Фильм вышел на экраны в США 31 марта 1999 года и послужил созданию одноимённой медиафраншизы, в которую вошли ещё три фильма, комиксы, компьютерные игры и аниме.
Фильм изображает будущее, в котором реальность, существующая для большинства людей, является в действительности симуляцией типа «мозг в колбе», созданной разумными машинами, чтобы подчинить и усмирить человеческое население, в то время как тепло и электрическая активность их тел используются машинами в качестве источника энергии. Привлечённый повстанцами против машин хакер по кличке Нео с помощью Тринити и Морфеуса оказывается в новом, пугающем реальном мире. Он проходит выбор — вернуться к существованию в симуляции, либо начать повстанческую борьбу против машин, в которую также вовлечены другие люди, освободившиеся из «мира снов» и выбравшиеся в реальность. Он выбирает борьбу.
Картина вызвала значительный резонанс в сфере философской мысли, обсуждению её аллегорического смысла посвящены многочисленные статьи. Наиболее полное соответствие идее «Матрицы» находят в платоновском мифе о Пещере; кроме того, в фильме содержится целый ряд философских, религиозных и художественных реминисценций. Среди возможных источников вдохновения для создания фильма также называются гностицизм, киберпанк и хакерская субкультура, «Алиса в Стране чудес», повесть Айзека Азимова «Профессия», роман Артура Кларка «Город и звёзды», гонконгские боевики и аниме «Призрак в доспехах».
Также возможным прототипом сюжета является двухсерийный телефильм «Мир на проводе», основанный на романе Дэниела Галуйе «Симулакрон-3». Вольной экранизацией этого же романа является фильм «13 этаж», вышедший в том же 1999 году и номинировавшийся вместе с «Матрицей» на премию «Сатурн». Также следует упомянуть малобюджетный фильм «Катастрофа роботов» (англ. Robot Holocaust) 1986 года, где в мире будущего машины содержат людей под землёй для производства энергии в обмен на воздух для дыхания. Зовут главного протагониста в этом фильме также — Нео, а голова главного злодея — Тора очень похожа на внешность «охотников Матрицы».
В 2012 году фильм вошёл в американский Национальный реестр фильмов, как имеющий особенное культурное, историческое или эстетическое значение.

## Сюжет
Фильм начинается с телефонного разговора Тринити и Сайфера на фоне бегущих по экрану зелёных цифр. Тринити замечает, что их разговор кем-то прослушивается, после чего ловко отбивается от пришедших за ней полицейских и убегает от Агентов. В последний момент погони она добирается до звонящего телефона в телефонной будке и берёт трубку. Агент с помощью грузовика сносит будку, однако тела Тринити там уже нет. Она перенеслась в «реальность» из Матрицы, путём разговора с оператором «Навуходоносора».
Молодой человек Томас Андерсон ведёт двойную жизнь. Днём он — программист в крупной компании, а ночью — хакер Нео. Однажды на его персональный компьютер приходит странное сообщение: «Ты увяз в Матрице» (англ. The Matrix has you). Неизвестный даёт ему указание «идти за белым кроликом».
Сразу после этого к Нео приходят его заказчики, а само сообщение пропадает с экрана. Расплатившись с Нео и получив ценную информацию на диске, они приглашают его в ночной клуб. Нео сначала отказывается, но, увидев на спине у девушки заказчика татуировку в виде белого кролика, передумывает и отправляется с ними. В клубе он знакомится с молодой женщиной по имени Тринити (Trinity с англ. — «Троица»). Она обещает раскрыть Нео тайну Матрицы, но для этого Нео должен встретиться с Морфеусом, который давно ищет Нео. Власти разыскивают Морфеуса как опаснейшего террориста.
На следующее утро проспавший Томас как ни в чём не бывало отправляется на работу. Опоздав и получив за это строгое замечание от директора, он возвращается на рабочее место. В этот момент к нему заходит курьер, вручает некий конверт, внутри которого Томас находит мобильный телефон, который сразу звонит. Нео узнаёт по голосу Морфеуса. Он приказывает Нео уходить, поскольку за ним пришли Агенты. Следуя указаниям, Нео вылезает из окна, пытаясь добраться до подъёмника, чтобы подняться на крышу, но, испугавшись высоты, роняет телефон. Агенты арестовывают Нео, допрашивают его и предлагают сотрудничество. Нео в грубой форме отказывается от этой сделки и требует звонка адвокату, но старший из Агентов — Смит — заявляет, что Нео не сможет разговаривать. Агенты хватают его и через пупок вживляют ему жучок в виде паука, после чего Нео просыпается в своей квартире, принимая увиденное за кошмарный сон. В этот момент ему звонит Морфеус, предлагая встретиться. Под мостом за Нео заезжает чёрный Lincoln. По дороге женщина, сидящая на переднем сидении, наставляет пистолет на Нео и предлагает ему выбор: подчиняться либо уходить. Нео открывает дверь машины и собирается уйти, но Тринити уговаривает его остаться. Затем Тринити с помощью специального прибора извлекает жучок из его пупка и Нео понимает, что пережитое им не было сном. На встрече Морфеус предлагает Нео увидеть Матрицу собственными глазами и предлагает на выбор две таблетки — синюю, приняв которую, Нео проснётся в своей постели и будет считать, что ему всё приснилось, и красную, которая позволит Нео увидеть, насколько «глубока кроличья нора». Нео выбирает красную таблетку. После процедуры чтения частоты Нео просыпается в реальности, в капсуле с жидкостью, его тело окутано проводами и трубками. Выбравшись из неё, он видит вокруг огромное количество таких же капсул с живыми людьми, все они погружены в сон, а вокруг капсул сверкают электрические разряды. В этот момент к нему подлетает робот, хватает его и отсоединяет все трубки и провода от его тела, после чего спускает его вместе с жидкостью в сточную трубу. Тонущего в воде Нео спасают и поднимают на летающий корабль.
От Морфеуса он узнаёт, что привычный ему с самого рождения мир образца конца XX века является иллюзией, порождённой искусственным интеллектом суперкомпьютера. В реальности уже наступил XXIII век, вся планета погружена в вечный сумрак, а города лежат в руинах после продолжительной войны с Машинами. Люди, порабощённые Машинами, живут в виртуальной реальности и производят энергию, необходимую Машинам для выживания. Для этого людей «выращивают» искусственным образом и помещают в капсулы, подключая их мозг и сознание через специальные разъёмы на теле к Матрице. Те немногие, кто смог выйти из Матрицы, прячутся под землёй и ведут партизанскую войну против Машин, научившись входить и выходить из Матрицы.
Последним городом человечества является расположенный глубоко под землёй Зион, из которого предпринимаются вылазки на летающих кораблях в мир Матрицы для спасения подключённых к ней людей. Один из таких кораблей носит название «Навуходоносор», его капитаном является Морфеус. Он рассказывает об Избранном, человеке с даром подстраивать Матрицу под себя. Первый Избранный смог отключиться от Матрицы и отключить других людей, положивших началу сопротивления Машинам, но впоследствии умер. Морфеус верит, что Нео — новый Избранный.
Морфеус приступает к обучению Нео. В разум Нео загружают все виды боевых искусств, после чего Морфеус проверяет Нео в бою. Далее он учит Нео совершать огромные прыжки между небоскрёбами, но у последнего это не получается с первого раза, как и у всех. Команда удивляется этому, так как если он — Избранный, то законы Матрицы должны быть ему по силам. Морфеус обучает Нео уклонению от Агентов — охранных программ Матрицы. Он объясняет, что Агенты могут вселяться в любого человека, подключённого к системе, и что если они убьют Нео в Матрице, он погибнет и в реальном мире, поскольку тело не живёт без мозга. Все, кто пытался вступить в бой с Агентами, погибали. Один из сеансов обучения приходится прервать, появляется группа Охотников — летающих спрутов, охотящихся за кораблями. Морфеус опускает корабль на землю и отключает все системы, готовясь применить электромагнитную пушку. Она выведет из строя охотников, но также разрушит все системы корабля. Однако охотники, не заметив цель, пролетают мимо.
Один из членов экипажа «Навуходоносора» Сайфер (мистер Рейган) вступает в контакт с агентом Смитом, он готов выдать Морфеуса в обмен на подключение к Матрице и счастливую жизнь в ней. Смит, жаждущий получить коды доступа к Зиону, принимает его условия. Подключившись к Матрице, команда направляется к Пифии, чтобы Нео смог узнать, избранный он или нет. По пути Сайфер выбрасывает свой мобильный телефон, позволив Агентам запеленговать команду. На встрече Пифия даёт понять Нео, что он пока не готов быть Избранным, а затем предсказывает, что Нео должен будет сделать выбор между своей жизнью и жизнью Морфеуса. Выйдя из комнаты, Нео хочет сказать об этом Морфеусу, но тот прерывает его речь словами «Всё, что было сказано ею, — это для тебя». По возвращении на «базу» Нео дважды замечает чёрную кошку, пока команда поднималась по лестнице наверх. Он комментирует это вслух, назвав это «дежавю», на что услышавший эту фразу Морфеус дал команду Апоку и Свич, вооружившись, осмотреть здание. Тринити объяснила Нео, что «дежавю» на самом деле является сбоем в Матрице, когда в её код вносятся изменения. Команда обнаруживает, что все окна и двери в здании внезапно стали заложены кирпичом. Тем временем ворвавшийся в здание полицейский спецназ под командованием Агентов убивает Мауса и захватывает в плен Морфеуса, пожертвовавшего собой ради спасения Нео. Команда с боем через подземные коммуникации вырывается из ловушки и спешит к ближайшему телефону, чтобы вернуться из Матрицы.
Однако на связи оказывается Сайфер, успевший вернуться из Матрицы. Сайфер застрелил оператора Тэнка и его брата Дозера из плазменной пушки. Он признаётся, что устал от жизни в реальном мире, и сдал Агентам Морфеуса. Сайфер отключает Апока и Свитч от системы, тем самым убив их на месте, и собирается отключить Нео, но его расстреливает очнувшийся Тэнк. Оставшиеся в живых Тринити и Нео успешно выходят из Матрицы. Тэнк собирается отключить Морфеуса, пока он не сломался под пытками и не выдал коды, но Нео и Тринити решают вернуться в Матрицу и в отчаянном бою спасают своего капитана. После побега на вертолёте они добираются до выхода из Матрицы через телефон в заброшенной станции метро. Однако Нео не успевает выйти, появившийся в последний момент агент Смит успевает вывести из строя телефонную трубку выстрелом. Нео побеждает в бою Смита, сбросив его под проезжающий поезд, и убегает, преследуемый Агентами. В это время группа Охотников, поднятых по приказу Смита, обнаруживает «Навуходоносор», прицепляется к нему и начинает прожигать корпус своими лазерами. Нео в Матрице добирается до телефона, но оказавшийся за дверью в комнате Смит расстреливает его в упор. Сердце Нео останавливается, Морфеус не верит своим глазам. Тем временем Охотники врываются внутрь корабля.
В реальном мире Тринити склоняется над телом Нео, признаётся, что Пифия предсказала ей влюбиться в Избранного, и целует его со словами «ты не можешь умереть». В этот момент Нео оживает, поскольку он и есть Избранный. Пули Агентов не причиняют ему вреда, и теперь он может останавливать их в воздухе. Разозлившийся Смит бросается врукопашную, но Нео играючи отбивается от него, после чего уничтожает Смита, разрушив его программный код. Другие два агента разбежались в панике после увиденного. Тем временем Охотники врываются в центр управления, Нео в Матрице спешит к телефону в комнате, а Морфеус включает электромагнитную пушку. Вся электроника выходит из строя, но Нео остаётся жив, успев выйти из Матрицы.
В конце фильма, на фоне бегущих цифр на экране, как и в начале фильма, но с появившейся надписью «Системная ошибка», Нео разговаривает по телефону: он обещает, что покажет людям, запертым в Матрице, что на самом деле они живут в мире, где нет правил и границ — в мире, где «возможно всё», после чего он вешает трубку и взмывает в небо, как Супермен.

## Команда
- Супервайзер по визуальным эффектам: Джон Гаэта
- Художник по костюмам: Ким Баррет
- Монтаж: Зак Стэнберг
- Постановщик поединков: Юнь Вопхин
- Художник-постановщик: Оуэн Патерсон

Актёрский состав
| Актёр             | Роль                 |
| ----------------- | -------------------- |
| Киану Ривз        | Томас Андерсон / Нео |
| Лоренс Фишберн    | Морфеус              |
| Керри-Энн Мосс    | Тринити              |
| Хьюго Уивинг      | Агент Смит           |
| Джо Пантолиано    | Сайфер               |
| Глория Фостер     | Пифия                |
| Маркус Чонг       | Тэнк                 |
| Джулиэн Араханга  | Апок                 |
| Мэтт Доран        | Маус                 |
| Белинда МакКлори  | Свитч                |
| Энтони Рэй Паркер | Дозер                |
| Пол Годдард       | Агент Браун          |
| Роберт Тейлор     | Агент Джонс          |
| Дэвид Эстон       | Рэйнхарт             |
| Марк Грэй         | Чой                  |
| Ада Никодему      | Дужур                |
| Роуэн Уитт        | Мальчик с ложкой     |
| Билл Янг          | Лейтенант            |
| Джереми Болл      | Бизнесмен            |

## Производство
Продюсер Джоэл Сильвер вскоре присоединился к проекту. Раскадровка в конечном счёте получила одобрение студии, и было решено снимать фильм в Австралии с целью экономии бюджета. Скоро «Матрица» стала совместным производством Warner Bros. и австралийской компании Village Roadshow Pictures.
На роль Нео рассматривались Николас Кейдж, Том Круз, Леонардо Ди Каприо, Брэд Питт, Уилл Смит и Юэн Макгреггор.
На роль Морфеуса до Лоренса Фишберна рассматривались Гэри Олдман и Сэмюэл Л. Джексон. Также роль была предложена Шону Коннери, однако он отказался из-за того, что «совершенно ничего не понял в сценарии».
Роль агента Смита, по замыслу режиссёров, должен был исполнить Жан Рено, но француз не хотел переезжать в Австралию и предпочёл сняться у Роланда Эммериха в «Годзилле». И тогда Вачовски пригласили на пробы Хьюго Уивинга, который впечатлил их своей игрой в драме «Доказательство» (1991).

### Съёмки
Все, кроме нескольких, сцены были сняты в Fox Studios в Сиднее и в самом городе, хотя узнаваемые ориентиры не были включены, чтобы сохранить впечатление от типичного американского города. Съёмки фильма помогли закрепить Новый Южный Уэльс как крупнейший центр кинопроизводства.
Перед началом съёмок ведущие актёры тренировались целых четыре месяца, изучая основы восточных единоборств. Длилось это обучение с октября 1997 года по март 1998 года. Актёры не ожидали таких нагрузок и были полностью уверены, что для получения практических навыков хватит и нескольких недель. Несмотря на обучение, некоторые съёмки поединков не обошлись без инцидентов: во время съёмок боя между Морфеусом и Смитом Хьюго Уивинг, блокируя удар Лоренса Фишберна, чуть не сломал тому руку; сам же Киану Ривз перед съёмками перенёс операцию на шее и поэтому дрался в фильме меньше, чем планировалось. Сами съёмки стартовали 14 марта 1998 года и закончились 1 сентября того же года, накануне дня рождения Киану Ривза.
Чтобы подготовиться к сцене, в которой Нео просыпается в капсуле, Ривз сбросил 15 фунтов и сбрил все волосы с тела, в том числе брови, чтобы придать Нео истощённый вид. Сцена, в которой Нео попал в канализационную систему, завершила основные съёмки. Согласно Art of the Matrix, по крайней мере одна снятая сцена и множество коротких фрагментов действия были исключены из окончательного монтажа фильма.

### Дизайн
«Код Матрицы» в фильме изображается бегущими вниз зелёными символами и анимирован с помощью специальной анимационной техники «движущегося текста». Эти символы есть не что иное, как совокупность зеркально отображённых букв латиницы, цифр и слогов японского алфавита — катаканы. Художник-постановщик трилогии «Матрица» Саймон Уайтли рассказал, что в зелёном коде из японских иероглифов и цифр был зашифрован рецепт суши. По его словам, его он позаимствовал из поваренной книги своей жены-японки. На код Матрицы похожи также дождь, стекающий по окну машины (в сцене под мостом), и струи воды мойщика окон (в сцене в офисе). Цветовая гамма в мире Матрицы отчётливо зелёного цвета, а в реальном мире больший акцент ставится на синем. Также падающие по экрану буквы являются видеоэффектом одного из первых широко известных компьютерных вирусов «Каскад».
Линн Картрайт, супервайзер по визуальным эффектам на студии Animal Logic, контролировала создание последовательности начальной заставки фильма, а также общий вид кода Матрицы на протяжении всего фильма, в сотрудничестве с Линдси Фли и Джастеном Маршаллом. Подобные «текущие символы» встречаются в аниме-фильме «Призрак в доспехах», только там они бегут горизонтально. Вачовски сами признаются, что были вдохновлены этим аниме, также выполненном в стиле киберпанк. Такие же горизонтальные символы видны на мониторах пришельцев в фильме «День независимости», что вышел «всего» на 3 года раньше.
Корабль «Навуходоносор» был спроектирован таким образом, чтобы отличаться от чистых, холодных и стерильных звездолётов, используемых в таких фильмах, как Star Trek. Провода были сделаны видимыми, чтобы показать рабочие внутренние поверхности судна, и каждая композиция была тщательно разработана, чтобы передать судно «браком между человеком и машиной».

### Визуальные эффекты

«Остановившиеся» в воздухе пули

Эффект, названный bullet time (время полёта пули), стал «визитной карточкой» «Матрицы». Bullet time — практически полная остановка времени в кадре в определённый момент, хотя при этом камера продолжает двигаться.
Когда Джон Гаэта прочитал сценарий, он стал умолять продюсера эффектов Manex Visual Effects позволить ему работать над проектом. В итоге он создал прототип, который привёл к тому, что Гаэта стал супервайзером по визуальным эффектам фильма.
Для создания данного эффекта использовалась техника старой художественной фотографии, известной как «временно́й срез», которая заключается в следующем: вокруг объекта устанавливается большое количество камер, которые снимают объект одновременно. Затем кадры сводят следующим образом: сначала берут первый кадр с первой камеры, потом — первый кадр со второй, первый кадр с третьей, и т. д. В результате на экране зритель видит неподвижный объект, в то время как камера как бы движется вокруг него. Это напоминает то, как человек ходит вокруг статуи, чтобы получше рассмотреть её со всех сторон.
Описанный метод был улучшен дуэтом Вачовски и постановщиком спецэффектов Джоном Гаэтой: bullet time также регистрирует движение объектов так, что во время эффекта облёта камеры можно заметить замедленное движение персонажей. Когда кадры были соединены, получающиеся эффекты замедленной съёмки достигли кадровой частоты 12 000 в секунду, при этом нормальная частота кадров фильма составляла 24 в секунду. На концах массива были помещены стандартные кинокамеры, чтобы получить нормальную скорость до и после эффекта. Поскольку в большинстве эпизодов камеры почти полностью охватывают объект, использовалась компьютерная технология для вырезания камер, которые появились на фоне с другой стороны. Для создания фона Гаэта нанял Джорджа Боршукова, который создал 3D-модели, основанные на геометрии зданий, и использовал фотографии самих зданий как текстуры.
Manex также обрабатывала эффекты существ, таких как охотники и машины, в сценах «реального мира»; Animal Logic создала эффект коридора из зелёного кода и взрывающегося агента в финале фильма.

### Музыка
Композитором фильма стал Дон Дэвис. Он заметил, что эффект отражения очень часто используется в фильме: отражения красной и синей таблеток в очках Морфеуса; Тринити наблюдает, как агенты сажают Нео в свою машину, через зеркало заднего вида на мотоцикле; отражения в гнущейся ложке; отражение вертолёта в окнах небоскрёба. Дэвис сфокусировался на теме отражений, когда начал писать музыку, сменяя оркестровые темы на контрапунктические идеи.
Для саундтрека «Матрицы» также использовалась музыка Роба Дугана, Rage Against the Machine, Propellerheads, Ministry, Massive Attack, Deftones, The Prodigy, Роба Зомби, Мэрилина Мэнсона, P.O.D., Juno Reactor и Rammstein.

## Прокат
«Матрица» впервые вышла в США 31 марта 1999 года, за два месяца до ожидаемого фантастического фильма «Звёздные войны. Эпизод I: Скрытая угроза». Фильм собрал 171 млн долл. в США, в других странах — 292 млн $, общая сумма кассовых сборов составила более 465 млн $ во всём мире, и позже вышел на DVD, разойдясь более чем 3-миллионным тиражом только в США.

## Реакция

### Отзывы и оценки
Фильм получил положительные отзывы критиков. На сайте Rotten Tomatoes рейтинг «свежести» фильма составляет 87 % со средним рейтингом 7,6/10 на основе 141 обзора, из которых 123 — положительные, а оставшиеся 18 — отрицательные. Критический консенсус сайта гласит: «Благодаря воображаемому видению Вачовски „Матрица“ является продуманной комбинацией эффектного экшна и потрясающих спецэффектов». Рейтинг фильма составляет по версии IMDb 8,7 балла из 10, проголосовало 1 552 770 человек. Матрица получила высокую оценку зарубежных критиков, рейтинг на Metacritic составил 73 балла.
| Рейтинги | Рейтинги |
| Издание  | Оценка   |
| -------- | -------- |
| TV Guide | [ 28 ]   |
| Empire   | [ 29 ]   |

Комбинация насыщенного спецэффектами действия с философской проблематикой была довольно радушно принята, хотя вопросы об органичности этого сочетания остались. Уильям Гибсон, просмотрев фильм, сказал: «Такого восхищения я не испытывал очень давно. … Нео теперь мой самый любимый герой в фантастике, навсегда». Джосс Уидон назвал фильм «мой номер один» и похвалил за глубину сюжета: «Он смотрится на том уровне, на котором ты хочешь его смотреть». В 2001 году «Матрица» заняла 66-е место в составленном Американским институтом киноискусства списке «100 лучших триллеров».
Роджер Эберт поставил фильму три звезды из четырёх возможных. Его разочаровало то, что «фильм начинается с пересмотра природы реальности, а заканчивается перестрелкой. Мы хотим прыжка воображения, а не очередной кульминации с непременными автоматными очередями. Мне пришлось повидать десятки, если не сотни подобных упражнений в насилии, которые эксплуатируют одни и те же давно затёртые идеи».
Иэн Натан из Empire назвал Кэрри-Энн Мосс «главной находкой», похвалил «сюрреалистические визуальные высоты», позволенные bullet time (или «slo-mo») эффектом и описал фильм как «технически сногсшибательный, стиль, слитый отлично с довольным и настолько чертовски классным».
Мамору Осии прокомментировал «Матрицу», сказав, что там нет ни философии, ни размышлений, а есть идеи, призванные развлекать публику. По его мнению, доверять этому фильму в том, что касается мировоззрения, нельзя. При подражании важно, меняется что-то или нет и во имя чего. Когда на такие вопросы нет чёткого и ясного ответа, получается обычное развлекательное кино.
Дьякон Андрей Кураев посвятил фильму несколько лекций, в целом позитивно оценив картину и последующие её продолжения.
В 2001 году фильм занял 66-е место в списке 100 самых остросюжетных американских фильмов за 100 лет по версии AFI. В 2012 году он был включён в Национальный реестр фильмов.
Издание Entertainment Weekly назвало «Матрицу» самым влиятельным боевиком поколения. Были также те, в том числе философ Уильям Ирвин, кто предположил, что фильм исследует важные философские и духовные темы. На агрегаторе рецензий Rotten Tomatoes рейтинг одобрения фильма составляет 88 %, основанный на 161 рецензии, со средним баллом 7,8/10. Мнение критиков сайта гласит: «Благодаря творческому видению Вачовски „Матрица“ представляет собой искусно созданную комбинацию захватывающего экшена и новаторских спецэффектов». На сайте Metacritic, который присваивает рейтинг из 100 рецензиям основных критиков, фильм получил 73 балла на основе 35 рецензий, что указывает на в целом благоприятные отзывы. Зрители, опрошенные Cinemago, дали фильму среднюю оценку A− по шкале от A+ до F. Фильм занял 323-е место среди критиков и 546-е среди режиссёров в 2012 году в опросе Sight & Sound о величайших фильмах, когда-либо снятых.
Филип Стрик прокомментировал в Sight & Sound, что если Вачовски не претендуют на оригинальность посыла, они поразительные новаторы в методе, похвалив детали фильма и его широкий спектр удивительных образов. Роджер Эберт дал фильму три звезды из четырёх: он похвалил визуальные эффекты фильма и предпосылку, но ему не понравилось, что третий акт сосредоточен на действии. Аналогичным образом, журнал Time Out похвалил занимательно изобретательные переключатели между различными реальностями, «захватывающе странную» игру Хьюго Уивинга, а также кинематографию и производственный дизайн фильма, но пришел к выводу, что многообещающая предпосылка неуклонно теряется, поскольку фильм превращается в «довольно рутинный экшн… ещё один кусочек чересчур затянувшегося обмана с высокой концепцией».
Джонатан Розенбаум из Chicago Reader негативно отозвался о фильме, критикуя его как «простодушное развлечение примерно в течение первого часа, пока фильм не становится перегруженным множеством ресурсов… Юмора не так много, чтобы сохранить интерес, а ближе к финалу фильм становится раздутым, механическим и утомительным».
Иэн Натан из Empire назвал Кэрри-Энн Мосс главной находкой, похвалил сюрреалистические визуальные эффекты и описал фильм как «технически умопомрачительный, стиль идеально сочетается с содержанием и просто чертовски крутой». Мейтленд Макдонах сказала в своей рецензии для TV Guide, что «фильм хорошо работает на нескольких уровнях: как антиутопический научно-фантастический триллер, как блестящее оправдание для роскошных и гиперкинетических сцен драки в фильме и как довольно убедительный призыв к тупоголовым массам объединиться и сбросить свои цепи… Эта ослепительная поп-аллегория пропитана мрачной чувственностью, которая выходит за рамки ностальгической стилизации и твердо стоит на своих собственных достоинствах».
Рецензент журнала Salon Эндрю О’Хир признал, что, хотя «Матрица», по его мнению, «в корне незрелый и неоригинальный фильм (в нём нет ничего похожего на взрослые эмоции… весь этот псевдодуховный обман, наряду с чрезмерным натиском спецэффектов — некоторые из них совершенно потрясающие — приведут в восторг 14-летних подростков и тех из нас, кто все ещё таит в себе 14-летнего подростка)», он заключил: «в работах Вачовски есть привлекательный размах и смелость, их стремление к новым поворотам сюжета и более сумасшедшим образам становится все более заразительным. В ограниченном и глубоко вызывающем смысле это важный фильм. Вачовски уделяют мало внимания персонажам и человеческому взаимодействию, но их страсть к фильмам — к их созданию, просмотру, проживанию в их мире — чиста и глубока».
Критически высказался и современный словенский философ Славой Жижек. Жижек отмечает, что фильм хорош тем, что «запускает процесс узнавания», благодаря которому отсылки находят и последователи Лакана, и приверженцы Франкфуртской школы. В «Матрице» прочитывается и платоновская аллегория о пещере. Однако Жижек задаётся вопросом: «что, если идеология заключается не в виртуальности окружающей реальности, а в вере в то, что за пределами замкнутой конечной вселенной есть некая „настоящая“ реальность?». «Я считаю, что проблема фильма в том, что он недостаточно безумен: он предполагает существование другой, „настоящей“ реальности за нашей повседневной реальностью», пишет он. Славой ссылается на Лакана и его концепт Реального («Матрица» и подобные фильмы предполагают, что за рамками симуляции, ложной реальности есть реальность настоящая, та самая Реальность с большой буквы). Ошибочность заключается в том, что встреча субъекта с Реальным изначально невозможна, а если всё-таки оная происходит, то является травматичной для психики, доводя до психоза.

### Награды и номинации
| Год  | Премия                          | Категория                            | Лауреаты и номинанты                                     | Результат |
| ---- | ------------------------------- | ------------------------------------ | -------------------------------------------------------- | --------- |
| 1999 | Awards Circuit Community Awards | Лучший оригинальный сценарий         | Дуэт Вачовски                                            | Номинация |
| 1999 | Awards Circuit Community Awards | Лучшая работа художника-постановщика | Оуэн Патерсон                                            | Номинация |
| 1999 | Awards Circuit Community Awards | Лучшая операторская работа           | Билл Поуп                                                | Номинация |
| 1999 | Awards Circuit Community Awards | Лучший дизайн костюмов               | Ким Баррет                                               | Номинация |
| 1999 | Awards Circuit Community Awards | Лучший монтаж                        | Зак Стэнберг                                             | Победа    |
| 1999 | Awards Circuit Community Awards | Лучший звук                          |                                                          | Победа    |
| 1999 | Awards Circuit Community Awards | Лучшие визуальные эффекты            |                                                          | Победа    |
| 2000 | «Оскар»                         | Лучший монтаж                        | Зак Стэнберг                                             | Победа    |
| 2000 | «Оскар»                         | Лучшие визуальные эффекты            | Джон Гаэта                                               | Победа    |
| 2000 | «Оскар»                         | Лучший звук                          | Джон Т. Рейц, Грегг Рудлофф, Дэвид Е. Кэмпбелл, Дэвид Ли | Победа    |
| 2000 | «Оскар»                         | Лучший звуковой монтаж               | Дэйн А. Дэвис                                            | Победа    |
| 2000 | BAFTA                           | Лучший монтаж                        | Зак Стэнберг                                             | Номинация |
| 2000 | BAFTA                           | Лучшие визуальные эффекты            | Джон Гаэта                                               | Победа    |
| 2000 | BAFTA                           | Лучшая работа художника-постановщика | Оуэн Патерсон                                            | Номинация |
| 2000 | BAFTA                           | Лучшая операторская работа           | Билл Поуп                                                | Номинация |
| 2000 | BAFTA                           | Лучший звук                          | Джон Т. Рейц, Грегг Рудлофф, Дэвид Е. Кэмпбелл, Дэвид Ли | Победа    |
| 2000 | MTV Movie Awards                | Лучший фильм                         |                                                          | Победа    |
| 2000 | MTV Movie Awards                | Лучшая мужская роль                  | Киану Ривз                                               | Победа    |
| 2000 | MTV Movie Awards                | Лучший женский прорыв                | Керри-Энн Мосс                                           | Номинация |
| 2000 | MTV Movie Awards                | Лучший экранный дуэт                 | Киану Ривз и Лоренс Фишберн                              | Номинация |
| 2000 | MTV Movie Awards                | Лучший бой                           | Киану Ривз и Лоренс Фишберн                              | Победа    |
| 2000 | MTV Movie Awards                | Самый зрелищный эпизод               | Эпизод на крыше/с вертолётом                             | Номинация |
| 2000 | «Сатурн»                        | Лучший научно-фантастический фильм   |                                                          | Победа    |
| 2000 | «Сатурн»                        | Лучшая режиссура                     | Дуэт Вачовски                                            | Победа    |
| 2000 | «Сатурн»                        | Лучший актёр                         | Киану Ривз                                               | Номинация |
| 2000 | «Сатурн»                        | Лучшая актриса                       | Керри-Энн Мосс                                           | Номинация |
| 2000 | «Сатурн»                        | Лучший актёр второго плана           | Лоренс Фишберн                                           | Номинация |
| 2000 | «Сатурн»                        | Лучший дизайн костюмов               |                                                          | Номинация |
| 2000 | «Сатурн»                        | Лучшие спецэффекты                   |                                                          | Номинация |
| 2000 | «Империя»                       | Лучший фильм                         |                                                          | Победа    |
| 2000 | «Империя»                       | Лучшая мужская роль                  | Киану Ривз                                               | Номинация |
| 2000 | «Империя»                       | Лучший дебют                         | Керри-Энн Мосс                                           | Победа    |

## Последователи «Матрицы»
Коммерческий успех «Матрицы» дал «зелёный свет» для создания продолжений (сюжетные намётки трилогии задумывались авторами изначально, однако студия требовала определиться с результатами проката первого фильма). В результате в конце весны 2003 года в кинотеатрах появилась вторая часть «Матрица: Перезагрузка», а спустя ещё всего 5 месяцев — и «Матрица: Революция». Новые фильмы содержали ещё более впечатляющие спецэффекты. История теперь концентрируется на предстоящей атаке Машин на город людей — Зион. Нео представляет свои новые умения и также узнаёт об истории Матрицы, своей роли Избранного и пророчества об окончании войны.
Также независимо был выпущен сборник из девяти анимационных короткометражных фильмов «Аниматрица». Большинство из фильмов создано в стиле аниме, который очень сильно повлиял на трилогию. Братья Вачовски одобрили «Аниматрицу»; наметили сюжетные ходы эпизодов, однако во всех случаях, кроме первого, второго, третьего и четвёртого эпизодов, доверили аниматорам самостоятельное написание сценариев и их режиссуру.
По мотивам фильмов разработано три компьютерные игры: Enter the Matrix (2003), которая рассказывает о том, что происходило до и в течение «Матрицы: Перезагрузки» от лица Ниобе и Призрака; The Matrix Online (2004) — MMORPG, которая продолжает историю после «Матрицы: Революции» (известно, что проект провалился в продажах); и The Matrix: Path of Neo (2005), которая предоставляет игрокам возможность взять на себя роль Нео и пройтись по эпизодам всех трёх фильмов.
На официальном сайте представлены бесплатные комиксы, действие которых происходит во вселенной «Матрицы». Расширенные, цветные и дополненные версии этих же комиксов (наряду с другими работами) опубликованы и реализуются специально созданной для этих целей компанией Burlyman Entertainment.
Выход фильма и его ошеломляющий успех дал толчок многочисленным творческим проявлениям фанатов, включающим литературное, изобразительное, пародийное и видеотворчество. Такое нередко происходит после выхода в свет сколько-нибудь значительного произведения массовой культуры, но количественный аспект позволяет выделить «пост-Матричное» творчество фанатов в качестве отдельного феномена. Существуют даже любительские экранизации двух из упомянутых выше комиксов, опубликованных на официальном сайте фильма.
В марте 2017 года Warner Bros. обдумывали перезапуск франшизы, над которым должны были работать Зак Пенн, Майкл Б. Джордан. Согласно заявке The Hollywood Reporter, ни Вачовски, ни Джоэл Сильвер не были вовлечены в этот проект, хотя студия хотела бы получить как минимум благословение от сестёр Вачовски.
20 августа 2019 года было объявлено о выходе четвёртого фильма в серии с участием Киану Ривза и Керри-Энн Мосс. Сценаристом и режиссёром выступит Лана Вачовски.

## Наследие
«Матрица» оказала серьёзное влияние как на последующие фильмы в жанре боевика, так и на мировую киноиндустрию в целом, став, по образному выражению своего продюсера, «первым фильмом нового столетия». Достаточно сказать, что после «Матрицы» в фильмах часто стало появляться замедленное движение, крутящаяся камера и даже эффект bullet time. Во многих играх вроде Max Payne (Max Payne начали разрабатывать за два года до выхода «Матрицы», и уже тогда её главными особенностями были кинематографичность и замедление времени, позаимствованные не из «Матрицы», а из фильмов Джона Ву), Stranglehold, BloodRayne, F.E.A.R., TimeShift, Singularity, Need for Speed: Most Wanted и Need for Speed: Carbon замедление используется как элемент игрового процесса. Bullet time также породил много пародий — в комедийных фильмах («Очень страшное кино», «Мужчина по вызову», «Шрек», «Добрыня Никитич и Змей Горыныч»), сериалах («Симпсоны») и играх (Conker’s Bad Fur Day).
Коммерческая успешность и внушительное количество фанатов, возникшее уже после выхода первой части трилогии, значительно повлияли на развитие индустрии «сопутствующих товаров». Возникла носящая некоторые элементы субкультуры и во многом не спадающая до настоящего времени волна «моды на Матрицу».
Мотивы «Матрицы» используются в документальном фильме «Маркс Перезагрузка» (2011).

## Отсылки к массовой и мировой культуре
- Жрица Пифия — персонаж греческой мифологии, предсказательница[58].
- В фильме Нео достаёт компьютерный диск из книги Жана Бодрийяра «Симулякры и симуляция». Эта книга является популярной критической теорией, пытающейся объяснить, где «реальность», а где, собственно, «Симулякры и симуляция». Когда Нео достаёт из книжки спрятанный там диск, он открывает её на главе «О нигилизме». В интервью Le Nouvel Observateur 19 июня 2003 Бодрийяр утверждал, что «Матрица» неправильно понимает и искажает его работу «Симулякры и симуляции»[59]. Все актёры перед съёмками в обязательном порядке должны были прочитать книгу[60].
- Корабль «Навуходоно́сор» (Nebuchadnezzar) назван в честь вавилонского царя Навуходоносора[61].